# Union Grove (Wisconsin)
Union Grove ist ein Ort im US-Bundesstaat Wisconsin im Bezirk Racine County. Bei der Volkszählung 2020 hatte die Stadt 4.806 Einwohner (nach United States Census Bureau). 

## Geographie
Die Stadt Union Grove liegt in der Nähe von Racine nahe dem Michigansee. Die Koordinaten sind 42,685287 N 88,049390 W. Die Stadt hat eine Fläche von 4,4 km².
Union Grove liegt zwischen den Großstädten Chicago und Milwaukee und zudem in der Metropolregion Milwaukee.

### Umliegende Orte
- Sturtevant (Wisconsin)
- Kansasville (Wisconsin)
- Yorkville (Wisconsin)

## Geschichte
- Auf Heimatssuche kam im Jahre 1838 John E. Dunham aus den Oststaaten in den Südosten des Bundesstaats Wisconsin, um dort zu wohnen. Dort erwarb er 80 Morgen Land und baute darauf sein Haus und eine Scheune.

- Acht Jahre später, im Jahr 1846 wurde die erste Schule, die Union School in Union Grove eingerichtet, welche Schüler aus mehreren Schulbezirken aufnahm.

- Seinen Namen erhielt Union Grove von Gouverneur Dodge, der den Namen der Schule mit Naturgegebenheiten kombinierte.

- Schon zwei Jahre vor der Gründung der Schule, entstand in Union Grove die erste Kirche.

- Im Jahre 1882 entstand die erste Ziegelschule.

- Zur Jahrhundertwende hatte die Sekundarschule 13 Absolventen bei drei Lehrern.

- Am 14. Juli 1902 gründete sich die Old Settlers Society (übersetzt in etwa: Gemeinschaft der alten Siedler) und erwarb 12 Morgen Land.

- 1903: Die State Bank of Union Grove (Landesbank von Union Grove) wurde gegründet und errichtet ein Gebäude auf der Ostseite der Hauptstraße

- Im Jahr 1904 zerstört ein großes Feuer das Commercial Hotel, die Myners Oper und den Weiler's Saloon

- 1917: Die Racine-Kenosha Ausbildungsschule für Lehrer wurde in Union Grove eingerichtet.

- Menzo J. Bixby starb 1918 als erster Junge im Ersten Weltkrieg (auf amerikanischer Seite)

- 1920 waren 34 Lehrer in der Ausbildungsschule eingeschrieben, zwei Jahre später brannte die Schule nieder

- Erstmals 1938 kommt die Grundschule ohne kirchliche Unterstützung aus

- 1954 wurde Union Grove von einem Tornado getroffen und ein erheblicher Sachschaden entstand.

- Im Jahr 1968 wurde die katholische Kirche St. Robert gegründet.

- 1986 wurden Feuerwehr und Polizei eingerichtet

## Demografie
Im Jahre 2000 lebten in Union Grove 4.915 Menschen, was einer Einwohnerdichte von 975,9 pro km² entsprach.
Die Ethnien spalten sich wie folgt auf:
- Weiße 4.746 (96,56 %)
- Afro-Amerikaner 27 (0,55 %)
- Native Americans/Indianer 13 (0,26 %)
- Asiaten 30 (0,61 %)
- sonstige 25 (0,51 %)
- unter allen Ethnien sind 158 Einwohner (3,21 %) Latinos oder Hispanic

Das Durchschnittsalter in Union Grove beträgt 34 Jahre. In der Stadt leben 2.247 Männer (47,6 %) und 2.472 Frauen (52,4 %).

## Bildung

### Grundschule
Die Union Grove Elementary School (UGES) unterrichtet von der kindergarden-Stufe (Vorschulunterricht) bis zur 8. Klasse.
Der Unterricht findet nach dem Wisconsin’s Model Academic Standards, einem Bildungsplan des Staates Wisconsin statt. Die Rektorin für die Klassen Kindergarten bis 4 ist Patti Mork.
Die Grundschule schnitt gemessen an den Leistungen ihrer Schüler mittelmäßig ab.
Die Schüler-Lehrer-Rate beträgt 9,7:1.

### Sekundarschule
Die Union Grove Union High School (UGHS) ist eine kleine weiterführende Schule mit 880 Schülern. Das Sportteam der UGHS heißt Union Grove Broncos. Das sportliche Angebot reicht von Baseball, Football und Basketball über Golf, Softball und Volleyball bis hin zu Tanzen, Schwimmen und Crosslauf. Auch die musikalische und sprachliche Bildung kommt nicht zu kurz. Es werden v. a. Spanisch und Deutsch unterrichtet.

### Sonstige Schulen
Das Shepherds College ist eine Universität für Menschen mit Behinderung.

## Infrastruktur
Union Grove liegt nahe dem Interstate 94 und dem Interstate 43 sowie in der Nähe der Internationalen Flughäfen in Milwaukee und Chicago. Einige kleinere, lokale Flughäfen, wie der Batten International Airport sind auch in der näheren Umgebung.

## Sehenswürdigkeiten und Erholung
Union Grove verfügt über einige Parks, wie z. B. den Old Settlers Park, den American Legion Memorial Park und den Leider Park.
Der Great Lakes Dragaway ist eine Dragsterrennstrecke nahe Union Groves, die Besucher aus der weiteren Umgebung anlockt und Union Grove weit über die Grenzen bekannt macht.

## Jurisdiktion
Union Grove verfügt über ein Gemeindegericht, Richter ist derzeit Melanie Reichert.